# Afonso Pires da Charneca
Afonso Pires da Charneca (1340 - a. 11 de Dezembro de 1392) foi um fidalgo do Reino de Castela, de seu nome Alfonso Pérez em castelhano, que, fugido aos rigores de Pedro, o Cruel, passou a Portugal durante o reinado de D. Fernando I de Portugal e terá fixado a sua moradia na Charneca e ali edificado o seu 
solar. Terá sido também senhor de Parada e de Sanguinhedo.
Fernão Lopes designa-o "Afonso Perez da Charneca" e, no capítulo CLIX da 1.ª parte da Crónica de D. João I, diz que foi "de algumas pessoas que ajudaram o Mestre a defender o reino".

## Controvérsia
Diz-se que recebeu a mercê das Alcáçovas e várias outras terras "por serviços que este lhe fez", entre elas os Lagares d' El-Rei, por ordem do referido Mestre de Avis, o rei D. João I de Portugal,  mas, no entanto tudo parece indicar que se esteja a confundir com o seu filho mais velho e seu «aportuguesado» homónimo. Assim como quais deles seria um dos escolhidos pela corte para acompanhar o condestável D. Nuno Álvares Pereira quando este exerceu o cargo de Fronteiro-mor do Além-Tejo.

## Casamento e descendência
Casou com:
- Constança Esteves (c. 1340 - d. 11 de Dezembro de 1392).[2].[3][4] Dela teve:

1. Afonso Pires da Charneca;[2]
2. Martinho Afonso Pires da Charneca (ou de Miranda) (1360 -?), que foi bispo do Porto e bispo de Braga e de quem descendem os Mirandas;[2]
3. Constança Afonso da Charneca;
4. Margarida Afonso de Miranda (da Charneca) casada com Diogo Aires, sem geração, e depois com Rui de Brito, escudeiro e juiz do cível de Lisboa (1410-11), com geração.[5]

Para Felgueiras Gayo teria também como filhos:
1. Fernando de Castro, viveu na Galiza (?);
2. Diogo Gonçalves de Castro (1360 -?) casado com Aldonça Coelho (?).